# Paradoja de Levinthal
La paradoja de Levinthal es un experimento mental en la teoría de la dinámica del plegamiento de proteínas. En 1969, Cyrus Levinthal señaló que, debido al gran número de grados de libertad en una cadena polipeptídica desplegada, la molécula tiene un número astronómico de posibles conformaciones. La estimación es de 3300 o 10143 en una de sus publicaciones. Si una proteína llegara a alcanzar la configuración de plegamiento correcto adoptando al azar todas las configuraciones posibles necesitaría de un tiempo mayor a la edad del universo para alcanzar a la conformación correcta. Esto es así incluso si las conformaciones son probadas a velocidades muy elevadas del orden de nanosegundos o picosegundos. La paradoja sin embargo es que la mayoría de las proteínas se pliegan de forma espontánea en un tiempo de milisegundos o microsegundos. Esta paradoja es generalmente señalada en el contexto de aproximaciones computacionales a la predicción de estructura de proteínas.
Levinthal era consciente de que las proteínas se plegaban de forma espontánea y en muy poco tiempo, y que una búsqueda aleatoria de la conformación, era imposible: su publicación original, discutía la resolución de la paradoja. Christian B. Anfinsen sugirió que la estructura de las proteínas podía ser predicha a partir de la secuencia de aminoácidos. Su idea, llamada el dogma de Anfinsen, es que se puede encontrar la suma de todas las interacciones interatómicas en todas las posibles conformaciones y encontrar la de menor energía. Levinthal sin embargo sugirió que la estructura estable podía ser una de alta energía, si las de más baja energía no eran posibles cinéticamente. Una analogía es una roca rodando por una ladera que se detiene en un barranco en lugar de llegar a la base. Levinthal señaló que "el plegado de proteínas es acelerado y guiado por la rápida formación de interacciones locales que determinan el futuro de plegado del péptido; esto sugiere secuencias de aminoácidos locales que forman interacciones estables y sirven como puntos de nucleación en el proceso de plegado." Publicaciones posteriores sobre el plegamiento de proteínas han sugerido que este es dirigido por un entorno de energía similar a un embudo, que reduce el hiperespacio potencial. Las aproximaciones computacionales para la predicción de la estructura de proteínas han tratado de identificar y simular el mecanismo de plegado, pero estas han sido en gran parte infructuosas.